# Donje Dubrave
Donje Dubrave – wieś w Chorwacji, w żupanii karlowackiej, w mieście Ogulin. W 2011 roku liczyła 199 mieszkańców.